# Mateusz Torbus
Mateusz Torbus (ur. 25 listopada 1972 r. w Koziegłowach) – polski fotograf.
Absolwent Wydziału Stosunki Międzynarodowe wrocławskiej Akademii Ekonomicznej im. O.Langego. W latach 2002–05 stały współpracownik Australian Centre for Photography oraz oficjalny fotograf FBi 94.5FM - niezależnej rozgłośni radiowej w Sydney. Współtwórca Farmy sztuki - instytucji artystycznej, będącej wspólną platformą działania artystów i kuratorów. Obecnie mieszka w Krakowie.

## Ważniejsze cykle fotograficzne
Terra Australis - kolorowe fotografie prezentujące krajobraz Australii

Aussies - reportaż dokumentujący życie mieszkańców australijskiego Outback'u

HERMITAGE / PUSTELNIA

366